# ISW11K
DIGNO ISW11K（ディグノ あいえすだぶりゅー いちいちけー）は、京セラによって日本国内向けに開発された、auブランドを展開するKDDIおよび沖縄セルラー電話のISシリーズの一つで、CDMA 1X WINおよび+WiMAX対応Android搭載ストレート型スマートフォンである。製造型番はKYI11。

## 概要
京セラとしては初となるAndroid搭載スマートフォンで、国産のスマートフォンとしては初めて+WiMAX（モバイルWiMAX、IEEE 802.16e-2005）に対応したモデルである。なおDIGNOとはポルトガル語で「価値のある」「～に優れる」といった意味である。
海外でAndroid端末を発売している京セラが、国内向けに新規開発した端末である。ディスプレイは有機ELを採用しており、IPX5/7等級の防水仕様やワンセグやおサイフケータイ、赤外線通信などの国内向けの機能を多数搭載している。また、京セラ製フィーチャーフォンでおなじみの「すぐ文字」機能が用意されており、GmailやFacebookなどの投稿に利用できる。
3.5mmステレオイヤホン（ステレオヘッドホン）ジャックは採用されておらず、別途microUSB端子に接続するステレオイヤホン（ステレオヘッドホン）用変換アダプター、もしくはステレオイヤホン対応Bluetoothレシーバーを使用する必要がある。
2011年12月現在、au向けスマートフォンとしては、最薄部の奥行が約6.7mmである富士通東芝モバイルコミュニケーションズ製のARROWS ES IS12F（FJI12）に次いで、本体の奥行が薄い。
2011年12月28日に開始した、モバイルWiMAXにおける64QAMによる上り最大15.4Mbpsの通信に対応。

## 歴史
- 2011年（平成23年）9月26日 - KDDI、および京セラより公式発表。
- 2011年11月23日 - 連邦通信委員会を通過[8]。
- 2011年11月29日 - 北海道・関東・中部・北陸・関西・四国地区にて先行発売。これと同時に最初のケータイアップデートを実施。
- 2011年11月30日 - 東北・中国・九州地区にて発売。
- 2011年12月1日 - 沖縄地区にて発売。
- 2012年（平成24年）1月中旬 - KDDIが提供するフィーチャー・フォンのUI風ユーリティ・ツール「かんたんメニュー」に対応となった。
- 2012年6月29日 - 本機に標準でプリセットされている「LISMO Player」の不具合を解消するバージョンアップを実施[9]。
- 2012年6月 - 関東・北陸・四国地区にて販売終了。
- 2012年7月22日 - L800MHz（旧800MHz帯・CDMA Band-Class 3）帯によるサービスの停波によりそれ以降はN800MHz（新800MHz帯・CDMA Band-Class 0）帯および2GHz（CDMA Band-Class 6）帯の各サービスで利用する事となる。
- 2012年8月6日 - 本機に標準でプリセットされている「LISMO Player」のメジャーバージョンアップ（Ver. 2.0→Ver. 3.0）を実施[10]。
- 2012年9月 - 北海道・東北・中部・中国・沖縄地区にて販売終了。
- 2012年10月 - 上記以外の残りの地区にて販売終了。

## プリインストールアプリ
- Skype
- Friends Note
- YouTube
- GREEマーケット
- au one ナビウォーク
- au one ニュースEX
- じぶん銀行
- Feel on!
- すぐ文字 for Android
- LiveShare
- Photo Air
- picplz
- Sockets LIVE
- ついっぷる トレンド
- NAVERまとめ
- 瞬間日記 for au
- 楽天Edy
- Facebook
- Google マップ

## 主な機能・サービス
※PC向けWebブラウザが標準装備されておりFlashコンテンツもフル表示可能。携帯向けサイト(EZWeb)は他のスマートフォンやPCと同じく閲覧不可。
| 主な機能・対応サービス                                                  | 主な機能・対応サービス                           | 主な機能・対応サービス              | 主な機能・対応サービス                     |
| ----------------------------------------------------------------------- | ------------------------------------------------ | ----------------------------------- | ------------------------------------------ |
| Webブラウザ                                                             | LISMO! for Android メディアプレイヤー LISMO WAVE | おサイフケータイ                    | ワンセグ                                   |
| au one メール PCメール Gmail EZwebメール                                | デコレーションメール デコレーションアニメ        | Skype au                            | PCドキュメント                             |
| au Smart Sports Run & Walk Karada Manager ゴルフ(web版) Fitness、歩数計 | GPS 方位計                                       | au oneナビウォーク au one助手席ナビ | au one ニュースEX au one GREE              |
| じぶん銀行                                                              | かんたんメニュー 緊急地震速報                    | Bluetooth                           | 無線LAN機能 (Wi-Fi) +WiMAX (モバイルWiMAX) |
| 赤外線通信 (IrDA)                                                       | WIN HIGH SPEED                                   | グローバルパスポート(CDMA・GSM)     | auフェムトセル                             |
| microSD microSDHC                                                       | モーションセンサー(6軸)                          | 防水 防塵                           | 簡易留守録 着信拒否設定                    |

- 安心セキュリティパックは、フル対応

## アップデート
2011年11月29日に以下の不具合の修正がケータイアップデートによって行われた。
- Wi-Fi使用時に通信速度が遅くなる場合がある。[19]

2011年12月21日に以下の不具合の修正がケータイアップデートによって行われた。ただし、システム強制終了等の問題発覚のため、12月22日に一旦本アップデートは公開中止となった。その後、本アップデートによるシステム強制終了に対する修正パッチを適用したものが2012年2月2日に改めて公開されている。
- G-BOOKおよび一部Bluetooth対応ヘッドセットとのBluetooth接続にて一部動作が不安定な場合がある。 [20]